# وشق كارباتي
الوشق الكارباتي (الاسم العلمي: Lynx lynx carpathicus) هو نويع من الوشق الأوراسي الموجود في حوض الكاربات في رومانيا وسلوفاكيا والمجر وأوكرانيا وبلغاريا.